# Anders Adlercreutz

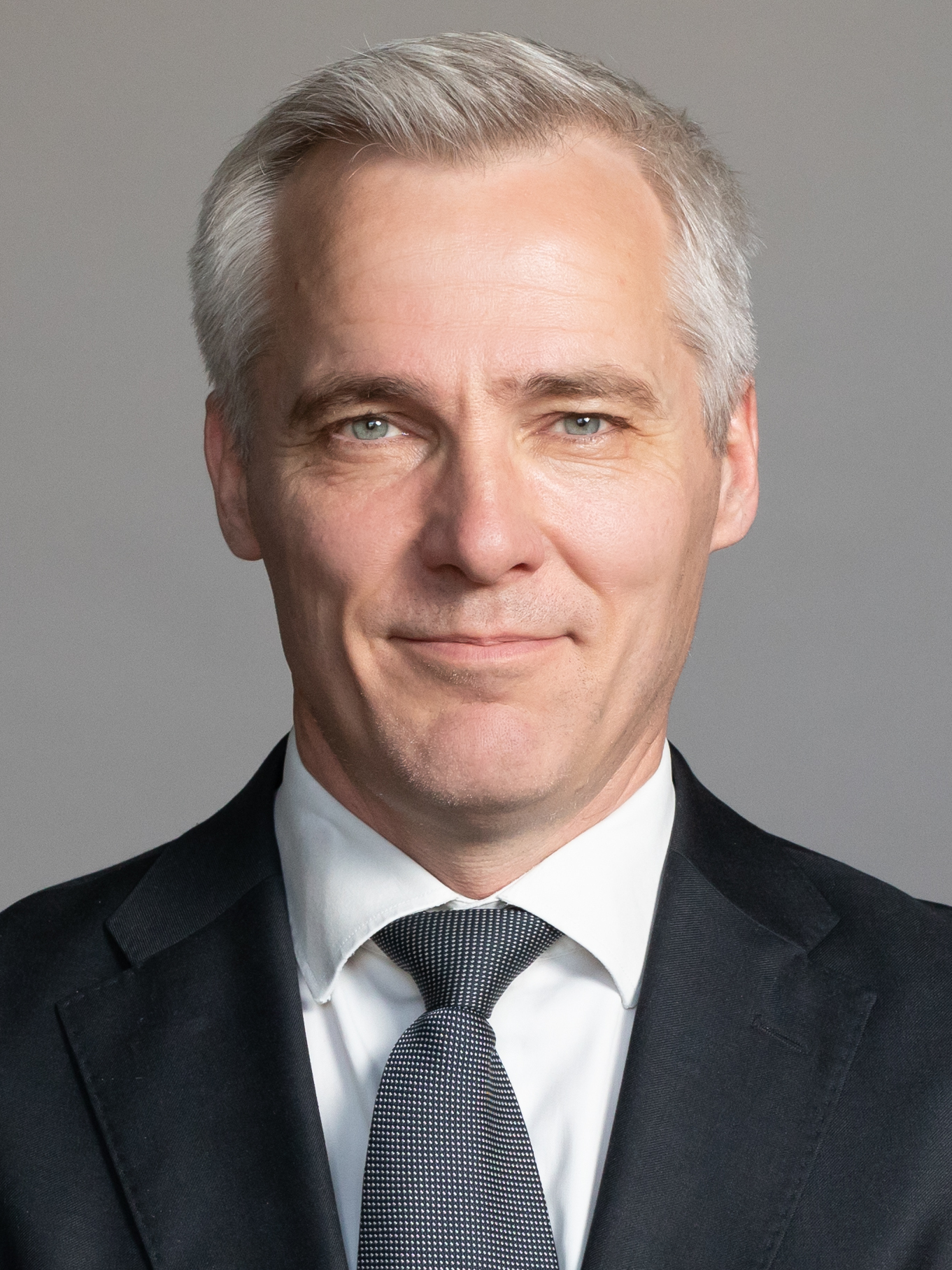
Anders Adlercreutz (2023)

Anders Erik Gunnar Adlercreutz (* 26. April 1970 in Helsinki) ist ein Politiker der Schwedischen Volkspartei sowie seit 2015 Mitglied des finnischen Parlaments. Seit dem 5. Juli 2024 ist er Bildungsminister im Kabinett Orpo, in dem er zuvor seit dem 20. Juni 2023 Minister für europäische Angelegenheiten war. Seit Juni 2024 ist er Vorsitzender seiner Partei.

## Leben
Seit 2015 vertritt der Architekt Adlercreutz die Schwedische Volkspartei im finnischen Parlament. Er wurde bei den Wahlen 2015 für den Wahlkreis Uusimaa ins Parlament gewählt. Im Juni 2016 kandidierte Adlercreutz für den Vorsitz der Schwedischen Volkspartei und wurde Zweiter hinter Anna-Maja Henriksson. Anschließend wurde er zum stellvertretenden Vorsitzenden der Partei gewählt; im Mai 2018 wurde er wiedergewählt. Im Juni 2024 wurde er zum Vorsitzenden der Partei gewählt.
Am 20. Juni 2023 wurde Adlercreutz zum Minister für europäische Angelegenheiten im Kabinett Orpo ernannt.